# Podgorje pri Pišecah
Podgorje pri Pišecah je vas v Bizeljskem gričevju, v Občini Brežice. Spada h Krajevni skupnosti Pišece, cerkvenoupravno pa pod župnijo Pišece. Razložena vas v severnem delu Bizeljskega leži na jugovzhodnem vznožju in pobočju Orlice. Pod Orlico je dolina Sodičov graben, proti Pišecam pa Žgalinova dolina z izvirom na Močvarini, okoli katerega so zamočvirjeni travniki. Hiše so pretežno ob cesti Pišece - Bizeljsko. Na vzhodu je globoko vrezana dolina potoka Dramlje. Vas sestavljajo Spodnje in Zgornje Podgorje ter zaselka Banovec in Zibot, vsi pa so razloženi po slemenih in pobočjih vinorodnih goric. Vaščani se preživljajo z vinogradništvom in sadjarstvom, dodaten zaslužek pa prinašata gozd na strmih pobočjih Orlice ter delo v Krškem in Brežicah. V vasi je nekaj starih, etnološko zanimivih hiš in gospodarskih poslopij. Zanimiva je hiša številka 68 s čopasto streho. Je skromen stegnjeni dom, verjetno iz konca 18. stoletja, kjer si po vrsti slede hiša, lopa s črno kuhinjo, hlev, šupa in kozji hlev, ki je navzven opredeljen s krepkimi pilastri. Zunanjščina je pobarvana oker, talni pas pa je siv. Zanimivi so grobi stropovi in tlak s phano zemljo. Zidana vrhkletna hiša številka 79 ima v pritličju arkade in je verjetno ena od pristav bližnjega pišečkega gradu. V Krajevnem leksikonu Dravske banovine iz leta 1937 so poleg že navedenih zaselkov omenjeni še Debevec, Gradec, Kočni dol, Perdislavce in Zagajca. Najvišji vrh v vasi je Veliki Špiček, ki je s 686 metri tudi najvišji vrh v Občini Brežice.

## Zgodovina
Od jeseni 1943 do maja 1945 je bila na domačiji kmeta Ulčnika kurirska postaja. Avgusta 1944 so ustaši požgali Travnikarjevo, Žgalinovo in Kolmanovo domačijo ter zažgali Podgorškovo vinsko klet, kjer sta zgorela Gregl Slavko - Silni in Ferdo Kovačič.
Vodovod je od leta 1969 napeljan iz zajetja izvira Gabernice v Pišecah.

## Prebivalstvo
Število prebivalcev po letih:
| Leto      | 1869 | 1880 | 1890 | 1900 | 1910 | 1931 | 1948 | 1953 | 1961 | 1971 | 1981 | 1991 | 2002 |
| Št. preb. | 381  | 396  | 372  | 400  | 414  | 401  | 406  | 430  | 359  | 322  | 307  | 269  | 215  |

Etnična sestava 1991:
- Slovenci: 260 (96,7 %)
- Hrvati: 3 (1,1 %)
- Srbi: 1
- Neznano: 5 (1,9 %)